# Jane Cederqvist
Jane Barbro Iréne Cederqvist (* 1. Juli 1945 in Stockholm; † 15. Januar 2023 ebenda) war eine schwedische Schwimmerin.

## Karriere
Cederqvist brach im Alter von nur 15 Jahren im August 1960 den Weltrekord über 800 m Freistil. Zwei Wochen später nahm sie an den Olympischen Spielen in Rom teil. Dort konnte sie über 400 m Freistil Silber gewinnen. Eine Woche nach dem Finale brach sie den Weltrekord über 1500 m Freistil. Für ihre Leistungen in dem Jahr erhielt sie die Svenska-Dagbladet-Goldmedaille. Im Mai 1961 folgten am selben Tag zwei neuaufgestellte Europarekorde über 200 m und 400 m Freistil.
Im Anschluss beendete sie ihre Karriere und fing an Geschichte zu studieren. 1970 erhielt sie ihren Bachelor of Arts, 1980 schloss sie das Studium mit dem Ph.D. ab. Nachfolgend arbeitete sie für die schwedische Regierung, unter anderem in den Ministerien für Industrie und Finanzen. Auch am staatlichen historischen Museum war sie beschäftigt.